# Ceraspis tenuisquamosa
Ceraspis tenuisquamosa är en skalbaggsart som beskrevs av Frey 1962. Ceraspis tenuisquamosa ingår i släktet Ceraspis och familjen Melolonthidae. Inga underarter finns listade i Catalogue of Life.